# Shahrestān di Khorramabad
Lo shahrestān di Khorramabad (farsi شهرستان خرم‌آباد) è uno dei 10 shahrestān del Lorestan, il capoluogo è Khorramabad. Lo shahrestān è suddiviso in 5 circoscrizioni (bakhsh):
- Centrale (بخش مرکزی)
- Papi (بخش پاپی)
- Chaghalvandi (بخش چغلوندی)
- Zagheh (بخش زاغه), con la città di Zagheh.
- Veysian (بخش ویسیان)